# Tape Saremi
Tape Saremi – wieś w Iranie, w ostanie Azerbejdżan Zachodni, w szahrestanie Mijandoab. W 2006 roku liczyła 158 mieszkańców.